# University Stadium (Winnipeg)
Pour les articles homonymes, voir University Stadium.
Le University Stadium est un stade omnisports canadien, principalement utilisé pour le football canadien et le soccer, situé dans la ville de Winnipeg, capitale du Manitoba.
Le stade, doté de 5 000 places et inauguré en 1966, servait d'enceinte à domicile pour l'équipe universitaire de l'Université du Manitoba des Bisons du Manitoba (pour le football canadien, le soccer et l'athlétisme).

## Histoire
En septembre 1965 sont lancés des plans de construction d'un stade d'athlétisme, avec une capacité de 20 000 places assises, situé sur le campus de l'Université du Manitoba,. La construction débute en octobre 1965 et est achevée en septembre 1966.
Construit pour les Jeux panaméricains de 1967, il est récupéré par les équipes universitaires de l'Université du Manitoba juste après les jeux.
Il est rénové une première fois en 1973 puis une seconde fois en 1999 juste avant les Jeux panaméricains de 1999.
Le stade a une capacité permanente de 5 000 places assises (pouvant être complétée par des sièges temporaires lors d'événements majeurs). Il est accessible aux fauteuils roulants, dispose d'un parking adjacent et est desservi par les transports en commun.
Le stade dispose d'une piste d'athlétisme à huit voies de 400, et d'équipements où peuvent se pratiquer saut en longueur, triple saut, saut en hauteur, saut à la perche, lancer de disque, lancer de marteau, lancer du poids et lancer de javelot. Le terrain (utilisé pour les matchs de football canadien et de soccer) est utilisé par l'équipe universitaire des Bisons du Manitoba entre 1967 et 2013, date à laquelle les équipes de football canadien et de soccer déménagent pour le nouveau stade situé à proximité, le stade Investors Group.
Le stade est à nouveau modernisé en 2015 pour un coût de 2 millions de CAD pour l'organisation par Winnipeg des Jeux du Canada d'été de 2017.

## Événements
- 23 juillet-6 août 1967 : Ve Jeux panaméricains (athlétisme)
- 23 juillet-8 août 1999 : XIIIe Jeux panaméricains (entraînement des équipes universitaires)
- 28 juillet-13 août 2017 : XXVIe Jeux du Canada (athlétisme)